# Complexe chaufournier de Pincourt
Le complexe chaufournier de Pincourt est une usine de chaux située à Montjean-sur-Loire, en France.

## Localisation
L'usine de chaux est située dans le département français de Maine-et-Loire, sur la commune de Montjean-sur-Loire devenu Mauges sur Loire en 2015 par un regroupement de communes  

## Historique
Créé par Edmond Heusschen, un belge venu s'installer à Montjean sur Loire. Il a été ingénieur du site de Pincourt.
L'exploitation de Pincourt  s'est terminée en 1892.L'édifice est inscrit au titre des monuments historiques en 1986.
L'édifice est une propriété privée